# Минино (Калининградская область)
Минино — посёлок в Багратионовском районе Калининградской области. Входит в состав муниципального образования сельское поселение Гвардейское.

## История
В 1946 году Шкоден был переименован в Минино.

## Население
| 2002 | 2010 |
| ---- | ---- |
| 12   | ↗14  |

В 1910 году проживало 259 человек.